# سيمون بروك
سيمون بروك (بالإنجليزية: Simon Brook)‏ هو منتج أفلام وكاتب سيناريو ومخرج بريطاني، ولد في القرن العشرين في لندن في المملكة المتحدة.

## وصلات خارجية
- سيمون بروك على موقع IMDb (الإنجليزية)
- سيمون بروك على موقع ألو سيني (الفرنسية)
- سيمون بروك على موقع أول موفي (الإنجليزية)
- سيمون بروك على موقع قاعدة بيانات الفيلم (الإنجليزية)
- سيمون بروك على موقع كينوبويسك (الروسية)